# Канівська (станиця)
Канівська — станиця, адміністративний центр Канівського району Краснодарського краю, центр Канівського сільського поселення.
Населення — 44 755 мешканців (2005).
Станція на залізниці Тимашевськ — Старомінська.

## Історія
У 1906 році було відкрито філіал українського товариства "Просвіта" у станиці Канівській.

## Місцеположення
Канівська розташована за 128 км на північ від Краснодара в межах Кубансько-Приазовської низовини. Станиця розкинулася при злитті Челбас (басейн Азовського моря) з притоками Середня Челбаська і Суха Челбаська. Протяжність: 10 км з півночі на південь, 5 км із заходу на схід.

## Клімат
Клімат помірно континентальний з достатньо м'якою зимою (середня температура січня −3,6 °C) і помірно спекотним літом (липень +23,3 °C). Опадів випадає близько 500 мм, в основному у вигляді злив на початку літа.

## Спорт
Команда «Перемога», яка представляла місцеве господарство, — перший володар кубка «Золотий колос» у 1967 році — всесоюзних змагань серед сільських футбольних колективів. У 1968 році команда знову перемогла в змаганнях, що проходили у станиці Каневській. Її основним суперником була команда радгоспу «Дружба» (тоді село Дружба, тепер Трибухівці), створена з гравців бучацького «Колгоспника». Щоправда, перемогти господарям допоміг суддя очного поєдинку головних претендентів на приз К. Круашвілі, який зарахував несправедливий гол у ворота українців.

## Відомі люди
- Жарко Степан Сергійович — кобзар-баритон, скрипаль, громадський діяч, педагог.
- Тищенко Євген Андрійович — російський боксер-любитель, олімпійський чемпіон 2016 року.